# Omlenice
Omlenice település Csehországban, a Český Krumlov-i járásban. Omlenice Bujanov, Rožmitál na Šumavě, Střítež és Kaplice településekkel határos. Lakosainak száma 593 fő (2024. január 1.).

## Népesség
A település lakosságának változását az alábbi diagram mutatja:
| Lakosok száma | 1066 | 924  | 1061 | 455  | 377  | 413  | 551  | 557  | 574  | 593  |
|               | 1869 | 1890 | 1921 | 1950 | 1980 | 2001 | 2017 | 2019 | 2022 | 2024 |